# Calogero Vizzini
Pour les articles homonymes, voir Vizzini (homonymie).
Calogero Vizzini dit Don Calò (24 juillet 1877 – 10 juillet 1954) est un chef historique de Cosa Nostra, parrain de la ville de Villalba, dans la province de Caltanissetta, en Sicile. Vizzini est considéré comme l'un des plus influents chefs de la Mafia sicilienne après la Seconde Guerre mondiale et jusqu'à sa mort en 1954. Dans les médias, il a souvent été dépeint comme le Capo di tutti capi (chef des chefs), bien qu'une telle position n'existât pas dans la structure de Cosa Nostra.
Il est l'archétype de la figure paternaliste de l'« homme d'honneur » de la Mafia rurale qui a disparu dans les années 1960 et 1970. À son époque, un mafioso est considéré comme un intermédiaire social et un garant de l'ordre et de la paix sur son territoire. Bien qu'il ait utilisé la violence pour établir sa position dans la première partie de sa carrière, il a par la suite limité le recours à la violence, se tournant vers des sources de revenus légales, et exerçant son pouvoir d'une manière ouverte et légitime.
Vizzini est le personnage central dans l'histoire du soutien de la Mafia aux forces alliées lors de l'invasion de la Sicile en 1943. Après la Seconde Guerre mondiale, il est la personnification du rétablissement de Cosa Nostra durant l'occupation alliée parallèlement à la restauration de la démocratie en Italie après la répression du régime fasciste. Initialement, il soutient le mouvement séparatiste sicilien, mais il change d'allégeance et s'allie aux démocrates chrétiens, quand il devient clair que l'indépendance sicilienne est impossible.
Quand il meurt en 1954, des milliers de paysans vêtus de noir, des mafiosi de haut rang, des politiciens et des prêtres prennent part à ses obsèques.

## Biographie

### Jeunesse à Villalba
Vizzini est né à Villalba, un village de la province de Caltanissetta ayant une population d'environ 4 000 habitants à l'époque. Cette région du centre de la Sicile, le Vallone, était une région pauvre où la plupart des gens vivaient de l'agriculture vivrière. Son père, Beniamino, était un paysan, mais s'est arrangé pour se marier avec une fille d'une famille un peu plus aisée possédant quelques terres. Un homme de sa famille maternelle, Giuseppe Scarlata, était parvenu jusqu'à un rang élevé dans l'Église catholique. Les frères de Calogero, Giovanni et Giuseppe, sont tous deux devenus prêtres. Giuseppe Vizzini est devenu l'évêque de Noto. Calogero Vizzini, toutefois, était à moitié illettré et n'est pas allé au terme de son parcours scolaire à l'école élémentaire.
La Mafia de Villalba était relativement récente, et ne remontait pas aux années 1860, comme les historiens le supposent pour la Mafia de la région de Palerme. Elle a commencé comme une forme de protection privée et ne concernait pas de grands domaines comme c'est le cas dans la plupart des autres régions rurales, où de nombreux mafiosi ont commencé en tant que gardiens, gérants ou collecteurs (gabelloto) pour des grands propriétaires terriens absents.
Dans les années 1890, quelques personnes, dont le jeune Calogero Vizzini, décident d'agir contre l'absence de paix et de sécurité dans les environs. La police de l'État était à cette époque autant un problème et un danger pour la population que les brigands. La Mafia de Villalba a ainsi émergé comme un système de régulation alternatif, basé sur l'adhésion d'associations soutenues par l'église et engendrant un capital social considérable. Plus tard, ce système se transformera en racket de protection, dont seront victimes aussi bien les villageois que les propriétaires terriens, et qui se perpétuera par la violence, l'intimidation et l'omerta.
Don Calò a expliqué comment il concevait la Mafia, lors d'une interview par un journaliste italien très célèbre, Indro Montanelli, pour le Corriere della Sera, le 30 octobre 1949 : « Le fait est que toute société a besoin d'hommes dont la tâche consiste à régler les problèmes quand ils se posent. En général, ce sont les représentants de l'État, mais par endroits, là où l'État n'existe pas ou qu'il n'est pas assez fort, il y a des personnes qui... » Le journaliste demande alors s'il fait allusion à la Mafia. « La Mafia !, dit Don Calò en souriant. La Mafia existe-t-elle vraiment ? ». À un moment, le dossier de police sur Vizzini incluait 39 meurtres, 6 tentatives de meurtres, 13 actes de violence, 36 cambriolages, 37 vols et 63 actes extorsions.

### Débuts dans la Mafia
Calogero Vizzini devient un cancia, c'est-à-dire un intermédiaire entre les paysans qui veulent moudre leur blé, et les meuniers des moulins situés près de la côte. Les mafiosi, ne tolérant aucune concurrence contrôlent les moulins. Dans le cas de Villalba, les moulins sont à 80 kilomètres. Acheminer le blé jusqu'aux moulins n'est pas chose facile, sur des routes infestées de bandits. Vizzini organise la protection avec le bandit Francesco Paolo Varsallona, dont la cachette se trouvait dans les montagnes de Cammarata. Varsallona, réputé être un « homme d'honneur » (mafioso), a également fourni des hommes aux propriétaires terriens nobles pour réprimer des révoltes paysannes. Vizzini se joint à la bande de Varsallona tout en menant son affaire de cancia. Les deux hommes sont arrêtés en 1902, quand la bande de Varsallona tombe dans un piège tendu par la police. Vizzini est jugé avec le reste de la bande pour « association en vue de commettre un crime », mais est l'un des rares à être acquittés. Cet épisode a eu peu d'incidence. En 1908, Vizzini s'octroie le domaine Castel Belici, appartenant à Roger Thomas de Barbarin, qui résidait à Paris. Vizzini garde pour lui-même 290 hectares du domaine Castel Belici, soit près du tiers, et conclut un accord avec la banque régionale Cassa Rurale afin qu'elle loue le reste des terres aux paysans de Villalba,. Le président de la banque, Angelo Scarlata, prêtre du village et oncle de Vizzini, écrira : "L'idéal était atteint, l'usure avait presque complètement disparu, les oppresseurs et les intermédiaires étaient éliminés. Le paysan a reconquis, avec sa liberté, l'amour des champs et du travail ; maintenant qu'il est devenu gabellotto et qu'il travaille pour son propre compte [...], il sait que la sueur qu'il verse lui procurera des biens en abondance".

### Pendant et après la Première Guerre mondiale
En 1914, au déclenchement de la Première Guerre mondiale, Vizzini est le chef incontesté de la Mafia à Villalba. La guerre procure aux mafiosi de nouvelles opportunités d'enrichissement quand l'armée italienne réquisitionne des chevaux et des mules en Sicile pour la cavalerie et l'artillerie. Vizzini parvient à conclure un arrangement avec la commission militaire pour que lui soit déléguée cette responsabilité. Il collecte une taxe sur les animaux dont les propriétaires souhaitent éviter la réquisition. Il fournit également à l'armée des bêtes en mauvaise santé et peu aptes au service, mais « maquillées », achetées à bas prix et cédées aux prix du marché.
Cependant, trop de chevaux et de mules sont morts de maladie ou de vieillesse avant même d'atteindre le champ de bataille, et l'armée lance une enquête. En 1917, Vizzini est condamné à 20 ans en première instance, pour fraude, corruption et meurtre (des paysans récalcitrants avaient été tués et certains officiers menacés), mais il est finalement acquitté grâce à des amis puissants qui l'exonèrent de ces charges, tandis que les officiers qui avaient témoigné contre lui sont poursuivis pour faux témoignage. Pendant la guerre, Vizzini fait fortune avec le marché noir, et étend ses activités aux mines de soufre. En tant que représentant d'un consortium de directeurs de mines de soufre, Vizzini participe à des réunions au sommet à Rome et Londres, concernant les subventions gouvernementales et les prix, aux côtés de personnes comme Guido Donegani, fondateur de la compagnie de produits chimiques Montecatini, et Guido Jung, ministre des Finances du gouvernement fasciste de Benito Mussolini.
Don Calò accroit sa fortune en 1922, en menant des groupes de paysans mécontents qui s'emparent des terres des propriétaires terriens aristocratiques absents. Vizzini achète trois domaines dans la région de Villalba. Il les divise et les remet, soi-disant gratuitement, à une coopérative qu'il avait fondée. Selon un villageois, bien que chaque paysan ait obtenu une parcelle, Don Calò s'est tout de même approprié plus de 12 000 acres (49 km2).
À cette époque, selon le sociologue allemand Henner Hess, Vizzini pouvait facilement se faire élire lui-même comme député au parlement italien. Néanmoins, il préfère rester sur le terrain et au lieu de conseiller les électeurs et les élus, joue le rôle de bienfaiteur généreux, solidifiant ainsi sa clientèle et son prestige. Les autorités, quant à elles, l'ont enregistré comme un dangereux criminel. Un rapport de police de 1926 décrit Vizzini comme « un dangereux voleur de bétail, le chef de la Mafia de la province, lié à d'autres voleurs de bétail et des mafiosi d'autres provinces. »
Avec l'ascension de Benito Mussolini et du régime fasciste, la situation de Vizzini change. Mussolini ne tolérait pas un pouvoir rival en Sicile. Il nomme Cesare Mori à la fonction de préfet de Palerme, et lui octroie des pouvoirs spéciaux pour persécuter la Mafia. Vizzini a prétendu avoir été emprisonné par Mori, mais il n'y en a aucune trace dans les archives. Il a plus probablement été assigné à résidence dans le cœur de la Sicile, sans que l'on puisse savoir exactement dans quelle ville. Malgré ce confinement, Vizzini était régulièrement vu à Villalba et Caltanissetta.

### Rôle dans l'invasion alliée de la Sicile
En juillet 1943, Calogero Vizzini aurait prétendument aidé l'armée américaine durant l'opération Husky, l'invasion de la Sicile par les Alliés durant la Seconde Guerre mondiale. Du côté des États-Unis, l'Office of Naval Intelligence (ONI), les services secrets de la Marine, a sollicité le concours de mafiosi américains, pour protéger les docks de New York d'éventuelles opérations de sabotage de l'Axe. L'ONI a collaboré avec le puissant chef mafieux emprisonné Lucky Luciano, et son partenaire Meyer Lansky dans ce qui a été baptisé Opération Underworld. Ces contacts avec la Mafia ont également été exploités par l'Office of Strategic Services (OSS), ancêtre de la CIA, durant l'invasion de la Sicile. Plus tard, cette alliance a été maintenue en vue de contenir l'influence croissance du Parti communiste italien sur l'île.
Selon un mythe populaire, un avion de l'armée américaine aurait survolé Villalba le jour de l'invasion et largué un foulard en soie jaune marqué d'un « L » noir (signifiant « Luciano »). Deux jours plus tard, trois chars américains auraient atteint Villalba après avoir roulé sur 50 km en territoire ennemi. Don Calò aurait grimpé dans l'un d'eux et aurait passé les six jours suivants à travers l'Ouest de la Sicile, organisant le soutien à l'avancée des troupes américaines. Au cours de la progression de la 3e division du général Patton, les signes de sa dépendance vis-à-vis l'aide de la Mafia devenaient évident pour la population locale. La Mafia a protégé les routes des snipers, a encouragé des manifestations de bienvenue pour les Américains, et fourni des guides pour les terrains montagneux.
Les mafiosi ont aidé l'armée américaine, mais des recherches récentes ont démontré que l'histoire du foulard de Luciano n'était qu'une légende. Vizzini était inconnu dans d'autres régions de la Sicile que la sienne et ne pouvait avoir de pouvoir global depuis que les opérations du préfet Mori avaient en partie démantelé les connexions entre clans de la Mafia. Selon l'historien Salvatore Lupo : « Le récit du soutien de la Mafia aux Anglo-Américains lors de l'invasion de la Sicile n'est qu'une légende sans fondement, au contraire des documents britanniques et américains concernant la préparation de l'invasion réfutent cette hypothèse. La puissance militaire des Alliés était telle qu'il n'avaient nul besoin d'un tel soutien. ».
L'historien Tim Newark revient sur ce mythe dans son livre sur le rôle de la Mafia pendant la guerre paru en 2007. La version la plus vraisemblable est que Vizzini a simplement mené une délégation d'habitants qui est allée à la rencontre d'une patrouille alliée, dont le chef a demandé à parler à un responsable. Un historien local, Luigi Lumia, décrit comment un cortège de personnes avec à sa tête Calogero Vizzini, se dirigeant vers les chars américains en chantant : « Vive l'Amérique ! », « Vive la Mafia ! » et « Vive Don Calò ! ». Vizzini a été emmené dans un poste de commandement non loin de Villalba, et a été interrogé sur une fusillade récente ayant impliqué une jeep américaine en patrouille. Quand Vizzini a indiqué que les soldats italiens avaient fui et que la fusillade avait dû être provoquée par l'explosion de munitions, les officiers américains, frustrés, ont exprimé leur rage dans un flot d'obscénités. Vizzini a été embarrassé par cet incident et ordonné à son interprète de ne pas répéter ce qu'il avait entendu. 
Enfin, d'après les propos de certains amis proches du Don, ce serait ce dernier qui aurait permis aux Alliés de débarquer en Sicile.

### Maire de Villalba
La Mafia n'est devenue crédible auprès des Alliés qu'après la fin de l'invasion de l'île. Le gouvernement allié des territoires occupés (l'AMGOT), cherchant des notables anti-fascistes pour remplacer les autorités fascistes, nomme Calogero Vizzini maire de Villalba, et colonel honoraire de l'armée américaine. Dans le chaos suivant succédant à l'invasion alliée et la chute du fascisme, l'armée américaine s'est fréquemment reposée sur les hommes d'église pour les conseiller. Don Calò était l'une des personnalités recommandées par l'Église, notamment par l'évêque de Caltanissetta, Giovanni Jacono. Il avait depuis longtemps participé au financement des œuvres sociales de l'Église, et il y avait plusieurs prêtres dans sa famille.
Un témoin contemporain a décrit la nomination de Vizzini : « Quand Don Calò Vizzini a été nommé maire de la villa, toute la population était rassemblée sur la place. Parlant dans un italien approximatif, le lieutenant américain a dit : "Voici votre maître" ». Selon le récit de Vizzini lui-même, le jour où il est devenu maire, il a été hissé sur les épaules de gens dans la foule et a traversé ainsi la ville. Il a prétendu avoir agi comme un conciliateur, seule son intervention aurait sauvé son prédécesseur fasciste du lynchage.
Le journaliste Michele Pantaleone, le premier à rapporter la légende du foulard de Luciano, a observé le renouveau de la Mafia dans son village natal de Villalba. Il a décrit les conséquences de la politique de l'AMGOT : « Au début de la Seconde Guerre mondiale, la Mafia était réduite à quelques groupes isolés et dispersés, et aurait pu être anéantie si les problèmes sociaux de l'île avaient été résolus. L'occupation alliée, et la lente restauration de la démocratie qui a suivi, a restauré la Mafia dans la plénitude de ses pouvoirs, l'a placé une nouvelle fois dans une position de force politique, et a remis à l'Honorable Société les armes que le fascisme lui avait arraché. ».
Les Américains semblent avoir apprécié Vizzini, pas seulement à cause de son pouvoir politique, mais aussi parce qu'il s'était opposé aux fascistes. Pour sa part, Vizzini aimait se vanter de ses contacts avec les Américains et évoquait leur soutien au mouvement séparatiste sicilien. Vizzini a plus tard joué un rôle important lors de la crise séparatiste. Les Américains semblent avoir traité Vizzini comme le chef de toute la Mafia. L'OSS s'est appuyé sur la Mafia, et Vizzini en particulier pour ses renseignements. Son nom de code était Bull Frog (grenouille taureau) dans les communications secrètes. Pendant un temps, le chef du bureau de l'OSS à Palerme, Joseph Russo, le rencontrait, lui et d'autres chefs de la mafia, au moins une fois par mois.

### Roi du marché noir
Grâce au réseau de ses relations, Calogero Vizzini est devenu le « roi » du marché noir après la guerre, et s'est arrangé pour faire tuer le chef un peu trop inquisiteur de la police de Villalba. L'AMGOT s'est appuyé sur les mafiosi, considérés comme de fervents anti-fascistes, à cause de la répression sous Mussolini. D'autres mafiosi, comme Giuseppe Genco Russo ont été nommés comme maires de leur ville. Le coordinateur des activités de l'AMGOT était l'ancien lieutenant-gouverneur de l'État de New York, Charles Poletti, décrit par Lucky Luciano comme « l'un de nos bons amis ».
Un paysan a raconté à l'activiste et sociologue Danilo Dolci, dans les années 1950, comment était la situation à Villalba après l'arrivée des Américains : la Mafia « avait pillé les entrepôts de la coopérative agricole et les dépôts de l'armée, vendait la nourriture, les vêtements, les voitures et les camions à Palerme sur le marché noir. À Villalba, tout le pouvoir était entre leurs mains : l'Église, la Mafia, les banques agricoles, les grandes propriétés, tout dans les mains d'une seule famille... On avait pris l'habitude d'aller les voir pour leur demander "Pouvez-vous me faire cette faveur ?" même pour la moindre affaire que l'on avait avec quelqu'un d'autre. ».
Vizzini a établi l'une des plus vastes opérations de marché noir dans le sud de l'Italie, en collaboration avec le gangster américain Vito Genovese, futur capo de la famille mafieuse du même nom, qui avait fui en Italie en 1937 à cause d'une accusation de meurtre. Don Calò a envoyé des convois de camions remplis de denrées de base nécessaires à l'alimentation des Italiens, à destination de Naples, où la population souffrait de disette, et où le contenu de ces camions a été distribué par l'organisation de Genovese. Des laissez-passer et permis d'exportation avait été délivrés pour tous les camions par l'administration de l'AMGOT en Sicile et à Naples, et quelques officiers américains corrompus ont même apporté leur contribution en remplissant les camions d'essence pour cette opération. Selon Luke Monzelli, un lieutenant des Carabinieri, chargé de suivre Genovese durant son séjour en Italie, « les chargements de nourriture étaient expédiés par Vizzini pour Genovese, le tout accompagné par les documents appropriés délivrés par des hommes au pouvoir, membres de la Mafia au service de Vizzini et Genovese ».

### Soutien aux séparatistes
Calogero Vizzini a initialement soutenu le mouvement séparatiste en Sicile. Le 6 décembre 1943, il participe à la première convention régionale clandestine du Movimento Indipendentista Siciliano (MIS, Mouvement indépendantiste sicilien) à Catane. D'autres chefs importants de la Mafia, comme Giuseppe Genco Russo, Gaetano Filippone, Michele Navarra et Francesco Paolo Bontade ne cachaient pas non plus leur sympathie envers les séparatistes. Les séparatistes se réjouissaient du soutien dissimulé de l'OSS. Alors que l'Italie virait vers la gauche en 1943-1944, le commandement militaire américain s'inquiétait des positions futures de l'Italie, et craignait que leurs bases navales stratégiques en Méditerranée soit contrebalancées par un possible contrôle du pays par les communistes.
Le 9 décembre 1943, le comité central du mouvement se réunit en secret à Palerme. La présence de Vizzini indique que la Mafia adhère à la cause de l'indépendance, et soutient les séparatistes conservateurs dans leur tentative de contrôler le mouvement. Vizzini et le baron Lucio Tasca, l'un des plus importants dirigeants du mouvement, défendent des positions communes, et en dépit des protestations des progressistes, Vizzini assiste à la réunion en tant que représentant de Caltanissetta.
Plus tard, Vizzini a représenté le Fronte Democratico d'Odine Siciliano, une organisation politique satellite du mouvement séparatiste. Le Fronte Democratico illustre l'hésitation de la Mafia à se compromettre complètement avec le MIS. Le Fronte était populaire sur l'île est s'est fait l'avocat de l'indépendance d'une Sicile sous influence américaine. Bien que les Américains aient fortement insisté qu'ils ne souhaitaient pas faire de la Sicile un protectorat des États-Unis, fin 1944, beaucoup ont prétendu que les idées du Fronte étaient le résultat d'une propagande américaine qui avait encouragé le séparatisme avant l'invasion de l'île. Les dirigeants du Fronte ont répandu la rumeur qu'ils avaient le soutien et la protection des États-Unis. Nombre de ses membres étaient des cadres importants de la Mafia, et Vizzini considéré comme leur leader.
Des câbles déclassifiés du consul américain à Palerme, Alfred T. Nester, adressés au Département d'État des États-Unis, font état de l'implication de Vizzini dans le mouvement séparatiste, le soutien discret d'officiers de l'armée italienne. Nester avait de bonnes relations avec les mafiosi les plus influents. Le général Giuseppe Castellano (qui avait été le négociateur italien de l'armistice de 1943) et Vizzini ont rencontré Virgilio Nasi, un politicien de Trapani, pour lui offrir la direction d'un mouvement pour l'autonomie de la Sicile avec le soutien de la Mafia. Le plan était de proposer la candidature de Nasi à la fonction de Haut-Commissaire pour la Sicile, opposée à celle du démocrate-chrétien Salvatore Aldisio.
Castellano s'est convaincu que la Mafia était la force politique et sociale la plus forte en Sicile, et une force sur laquelle il fallait pouvoir compter. Il a commencé à établir des relations cordiales avec les chefs de la Mafia et à les rencontrer à plusieurs reprises. Le général croyait que la loi et l'ordre pouvaient être restaurés si « le système auparavant employé par la vieille et respectée Mafia pouvait retourner sur la scène italienne ». Castellano a obtenu la coopération de Vizzini, qui avait soutenu le séparatisme, mais était désormais prêt à un changement dans la situation politique de l'île allant plutôt dans le sens d'une autonomie régionale.

### Adhésion à Démocratie Chrétienne
La plupart des mafiosi ont changé de camp assez rapidement, rejoignant le parti Démocratie chrétienne (DC, Democrazia Cristiana), fondé en 1942, quand il est devenu clair que l'indépendance de la Sicile ne serait pas réalisable, et quand l'OSS a retiré son soutien au mouvement séparatiste en 1945 et s'est tourné vers DC. Bernardo Mattarella, l'un des dirigeants du parti, a approché Vizzini pour lui faire abandonner les séparatistes et rejoindre Démocratie Chrétienne, et lui a souhaité la bienvenue dans le journal catholique Il Popolo, lorsque le parrain a rejoint DC en 1945.
Vizzini a proposé de rencontrer Salvatore Aldisio (nommé entretemps Haut commissaire pour la Sicile en août 1944) pour résoudre le problème d'approvisionnement en céréales de l'île, suggérant qu'il avait le pouvoir de le faire. Il n'y a pas de preuves d'une discussion à ce propos entre Vizzini et Aldisio. Ce dernier a cependant invité Calogero Volpe, représentant de Démocratie Chrétienne locale et membre de la Mafia en bons termes avec Vizzini, à des réunions secrètes avec des démocrates-chrétiens. Cela a été perçu comme le premier pas d'une alliance entre le gouvernement et la mafia. Les chefs de la Mafia ont considéré la nomination d'Aldisio comme le premier signe de la détermination du gouvernement à contrer le mouvement séparatiste. Ils étaient ainsi forcés à reconsidérer leur loyauté envers ce mouvement.
Le soutien de Vizzini envers DC n'était pas un secret. Pendant les élections cruciales de 1948, déterminantes pour l'Italie de l'après-guerre, Vizzini et Genco Russo se sont assis à la table de dirigeants de DC, durant un dîner organisé lors de la campagne électorale. Dans le contexte du début de la guerre froide, les élections de 1948 ont été un triomphe pour Démocratie Chrétienne, qui gouvernera l'Italie durant les 45 années suivantes au sein de diverses coalitions. L'un de ses principaux objectifs était de tenir le Parti communiste italien (le plus important parti communiste dans un pays de l'OTAN) à l'écart du pouvoir.

### Incident de Villalba
Calogero Vizzini était un fervent anticommuniste qui s'est opposé aux luttes pour une réforme agraire des paysans siciliens, organisant sa propre coopérative agricole dans son secteur après les deux guerres, à travers laquelle il détournait l'attention des appels des partis de gauche, maintenant son contrôle sur les paysans, et leur garantissant lui-même l'accès aux terres. Une vive controverse l'opposait, sur la location du grand domaine Miccichè appartenant à la famille Trabia de Palerme, à une coopérative agricole dirigée par Michele Pantaleone, qui avait fondé la section locale du Parti socialiste italien (PSI) à Villalba. Vizzini avait essayé sans succès de persuader Pantaleone de se marier avec sa nièce, ce qui avait irrité le vieux parrain. Ce dernier a utilisé la presse de gauche comme moyen de pression. En réaction, Don Calò a fait saccager les cultures sur les terres de la famille de Pantaleone. Il y a même eu une tentative de meurtre contre Pantaleone.
Le 16 septembre 1944, les dirigeants du Blocco del popolo (Front populaire) en Sicile, Girolamo Li Causi, leader des communistes de Sicile, et Michele Pantaleone, viennent parler aux paysans sans terre lors d'un défilé à Villalba, défiant Don Calò dans son propre fief. Dans la matinée, la tension monte quand le maire démocrate-chrétien, Beniamino Farina, successeur de Vizzini dont il était un proche, met en colère les communistes locaux en ordonnant d'enlever toutes les images du marteau et de la faucille le long de la route empruntée par Li Causi avant d'arriver en ville. Quand ses partisans ont protesté, ils ont été intimidés par des séparatistes et des voyous.
Le défilé démarre en fin d'après-midi. Vizzini a accepté d'autoriser la réunion tant que le problème des terres, des grands domaines et la Mafia n'étaient pas évoqués. Les orateurs précédant Li Causi, dont Pantaleone, ont accepté ces conditions, mais pas Li Causi. Ce dernier dénonce les exploitations injustes perpétrées par la Mafia, et alors que Li Causi commence à dire à quel point les paysans étaient trompés par un « loueur puissant » (une référence à peine déguisée à Vizzini), le chef de la Mafia hurle : « C'est un mensonge !  » Un grand tohu-bohu s'ensuit. La manifestation se termine en une fusillade faisant 14 blessés dont Li Causi et Pantaleone. Six mois plus tard, Vizzini obtient la location du domaine Miccichè.
Dans la version de Vizzini, retranscrite dans un article d'un journal séparatiste, sous le titre La Verità sui Fatti di Villalba (« La vérité sur les événements de Villalba »), ce seraient les communistes qui auraient commencé à tirer. Quand Pantaleone et Li Causi sont arrivés dans la ville, ils auraient demandé à Vizzini s'ils étaient en terrain hostile et si leur meeting pourrait être perturbé. Vizzini leur aurait assuré qu'ils étaient libres de tenir leur meeting sans crainte s'ils étaient assez prudents pour ne pas parler de sujets locaux. Vizzini admet qu'il a interrompu Li Causi, mais nie avoir déclenché la violence. Les carabinieri ont rapidement restauré l'ordre et arrêté huit personnes, dont le maire. Plusieurs autres personnes, dont Vizzini se sont échappées pour éviter l'arrestation. Soixante personnes ont été interrogées, mais l'enquête est étouffée dès le début. Don Calò et son garde du corps ont été accusés de tentative d'homicide. Le procès a été retardé jusqu'en 1958 (après la mort de Vizzini), mais en 1946, les pièces à conviction avaient déjà disparu. Vizzini n'a donc jamais été condamné.
L'incident de Villalba a inauguré une longue série d'attaques de la Mafia, en Sicile, contre des activistes politiques, des dirigeants syndicaux et des paysans ordinaires résistant au pouvoir de la Mafia. Dans les années suivantes, de nombreux leaders de gauche ont été tués ou attaqués, le point culminant étant le massacre de onze personnes lors de la parade de la fête du Travail du 1er mai à Portella della Ginestra, qui a également fait une trentaine de blessés. Le Massacre de Portella della Ginestra a été attribué au bandit et leader séparatiste Salvatore Giuliano. Néanmoins, la Mafia a été suspecté d'être impliquée dans ce bain de sang, ainsi que dans de nombreuses autres attaques contre des organisations de gauche.

### Liens avec les gangsters américains
En 1949, Vizzini et le patron du crime organisé italo-américain Lucky Luciano montent une fabrique de bonbons à Palerme exportant partout en Europe et aux États-Unis. Le police suspecte que c'est une couverture pour trafiquer de l'héroïne. Le laboratoire fonctionne sans entrave jusqu'au 11 avril 1954, lorsque le quotidien romain Avanti ! publie une photographie de la fabrique avec comme légende : « Textiles et bonbons sur la route de la drogue ». Le soir-même, la fabrique est fermée, et les chimistes du laboratoire seraient sortis clandestinement du pays.
En 1950, Lucky Luciano est photographié en face de l'hôtel Sole, dans la vieille ville de Palerme (où logeait fréquemment Vizzini) en train de parler avec des gardes du corps de Don Calò. Le photographe a été battu, mais, après avoir reçu du matériel de qualité et de l'argent liquide, n'a jamais fait mention de cet incident aux autorités. Le réseau de Vizzini s'étendait jusqu'aux États-Unis, où il connaissait le futur boss de la famille mafieuse de Philadelphie, Angelo Bruno, un natif de Villalba.

### Capo di tutti capi?
Dans les médias, Vizzini était souvent dépeint comme le capo di tutti capi (chef des chefs de la Mafia), bien qu'une telle position n'existât pas dans la structure peu formalisée de la Cosa Nostra. Des repentis, tels que Tommaso Buscetta, ont plus tard indiqué que Vizzini n'a jamais été le chef de la Mafia en Sicile. Les autres chefs mafieux de l'île auraient été irrités par son succès médiatique. Selon l'historien John Dickie, « la question est de savoir si Vizzini était aussi puissant à l'intérieur de la Mafia qu'il était célèbre à l'extérieur ». Dans le cas du soutien de la Mafia au mouvement séparatiste, d'autres chefs de Cosa Nostra ont mis Vizzini sur la touche, car il était considéré comme trop compromis avec les leaders séparatistes radicaux Andrea Finocchiaro Aprile et Lucio Tasca. Ces chefs ne voulaient rien avoir à faire avec les bandits de l'île avec lesquels Vizzini et Lucio Tasca étaient suspectés d'être liés.
Néanmoins, Vizzini exerçait un pouvoir considérable. Le journaliste italien Luigi Barzini, qui prétendait bien connaître Vizzini, décrit son statut et la vie quotidienne à Villalba dans son livre Gli Italiani (Les Italiens) : « Des ombres le long des murs, et des rues étroites, émergeaient des gens qui étaient arrivés plus tôt, certains de loin, et qui attendaient de lui parler. C'était des paysans, de vieilles femmes avec des voiles noirs sur la tête, de jeunes mafiosi, des hommes de la classe moyenne. Ils marchaient tous avec lui à tour de rôle, expliquant leurs problèmes. Il écoutait, puis appelait l'un de ses hommes de main, donnait quelques ordres, et convoquait le requérant suivant. Beaucoup baisaient sa main en signe de gratitude en partant. » L'attitude magnanime et protectrice de Vizzini, les salutations respectueuses des passants, l'humilité de ceux qui s'approchaient de lui, a rappelé à Barzini une scène antique, celle d'un prince rendant la justice sur une place publique.
L'ancien maire et historien de Villalba, Luigi Lumia, se rappelle Don Calò marchant dans les rues de Villalba : « Il était courtaud avec des jambes maigres et un ventre protubérant. Il portait toujours des lunettes teintées, comme on peut le voir sur les photographies. Et derrière ces lunettes, ses yeux étaient mi-clos, comme s'il était endormi. Sa bouche était toujours ouverte, avec sa lèvre inférieure pendante. Il avait l'air à moitié stupide pour ceux qui ne le connaissaient pas. ».
Son pouvoir n'était pas réduit uniquement à sa ville natale, mais s'étendait aussi jusqu'aux plus hautes autorités en Sicile. Selon l'historien Indro Montanelli, Vizzini avait accès sans problème par téléphone au président de la région, au préfet, au cardinal-archevêque de Palerme et à n'importe quel député ou maire de Sicile, à n'importe quel moment. Luigi Lumia soutient que Vizzini n'a jamais explicitement donné l'ordre de tuer quelqu'un : « Il essayait toujours d'arranger les choses et faire entendre raison aux gens, c'est-à-dire, dans le sens qu'il avait décidé. Si quelqu'un restait obstiné toutefois... Avec un geste, un hochement de tête, il laissait à ses amis le soin de régler le problème. Il arrivait qu'il intervienne pour dire : "Mais qui lui a fait faire ça" ou "Qui sait quelle fin il trouvera ?" ».

### Mort du parrain
Calogero Vizzini est mort le 10 juillet 1954 à 78 ans. Des milliers de paysans vêtus de noir, des politiciens et des prêtres ont pris part à ses funérailles, ainsi que le chef de la Mafia de Mussomeli, Giuseppe Genco Russo, et le puissant parrain Don Francesco Paolo Bontade, de Palerme (père du futur parrain Stefano Bontade), qui était l'un des porteurs du cercueil. Même le New York Times a rapporté la nouvelle de sa mort. Les services publics de Villalba et la section locale de Démocratie Chrétienne sont restés fermés une semaine en signe de deuil. L'élégie de Vizzini a été affichée sur les portes de l'église. Il y était écrit : « Humble parmi les humbles. Grand avec les grands. Il montrait par les paroles et par les actes que la Mafia n'était pas criminelle. Il tenait au respect des lois, à la défense des droits de tous, à la grandeur de caractère : il était amour. » Il aurait laissé approximativement l'équivalent d'un milliard de lires de valeurs, dans les mines de soufre, les terres, l'immobilier et divers investissements, et probablement bien plus, le montant des bénéfices de la Mafia étant impossible à estimer. Ses derniers mots auraient été : « Comme la vie est belle ! ».

## Héritage
Bien que Vizzini, durant toute sa vie, ait acquis de vastes propriétés, l'historien de la Mafia Salvatore Lupo le considère davantage comme le fossoyeur des grands domaines féodaux plutôt que comme le protecteur de ce système. Vizzini s'est aussi assuré que les paysans locaux (en particulier ceux organisés en coopératives catholiques) obtiennent leurs propres terres, une fois qu'il avait prélevé sa part. Quand la réforme agraire a finalement été promulguée en 1950, les mafiosi tel que Vizzini étaient en position de tenir leur rôle traditionnel d'intermédiaires entre les paysans, les grands propriétaires et l'État. Ils ont été capables d'exploiter l'intense appétit de terre des paysans, pour obtenir des concessions de la part des grands propriétaires en échange de leurs actions pour limiter l'impact de la réforme, et réaliser des profits substantiels grâce à leurs médiations à l'occasion de la vente de terres.
Vizzini était l'archétype de l'« homme d'honneur » paternaliste, d'une époque révolue, d'un milieu rural et semi-féodal qui a existé en Sicile jusque dans les années 1960, lorsqu'un mafioso était considéré comme un intermédiaire social et un homme garantissant l'ordre et la paix. Bien qu'il ait utilisé la violence pour établir sa position dans la première partie de sa carrière, par la suite, il a limité son recours à la violence, s'est tourné vers des sources de revenus légales, et exercé son pouvoir de manière ouverte et légitimée.
Il représentait la Mafia qui contrôlait le pouvoir et ne laissait pas le pouvoir la contrôler, selon le sociologue allemand Henner Hess. Faire bonne impression, ou fare figura, est important : « Ils apprécient les démonstrations de respect, ils apprécient le pouvoir, mais ne souhaitent pas donner l'occasion d'en discuter. Ils savent très bien que derrière le voile de la modestie, le pouvoir est bien plus mystérieux. ». L'historien italien Indro Montanelli cite une remarque typique de Don Calò : « Une photographie de moi ? Pourquoi faire ? Je ne suis personne. Juste un citoyen... C'est étrange... Les gens pensent que je ne parle pas beaucoup par modestie. Non. Je ne parle pas beaucoup parce que je n'en sais pas beaucoup. Je vis dans un village, je ne vais que rarement à Palerme, je connais peu de gens... ».
« Quand je mourrai, la Mafia mourra », a dit Vizzini à Montanelli. Toutefois, avec la mort de Vizzini, sa Mafia rurale traditionnelle de la vieille école a progressivement laissé la place à une Mafia plus moderne, souvent la version urbaine du gangstérisme, impliqué dans le trafic de cigarettes, de drogue, et de blanchiment d'argent dans le bâtiment et l'immobilier. Quand il était vivant, et après sa mort, la présentation de Vizzini comme un chef de la Mafia puissant a atteint des proportions mythiques. Depuis les années 1990, les historiens ont modéré cette représentation.